# Sully (Oise)
Sully és un municipi de França, situat al departament de l'Oise, i la regió dels Alts de França. El 2021 tenia 168 habitants.